# یواس‌اس رنوییل (ای‌پی‌ای-۲۲۷)
یواس‌اس رنوییل (ای‌پی‌ای-۲۲۷) (به انگلیسی: USS Renville (APA-227)) یک کشتی بود که طول آن ۴۵۵ فوت (۱۳۹ متر) بود. این کشتی در سال ۱۹۴۴ ساخته شد.